# Suisse aux Jeux olympiques d'hiver de 1960
Cet article contient des informations sur la participation et les résultats de la Suisse aux Jeux olympiques d'hiver de 1960 à Squaw Valley aux États-Unis. La Suisse était représentée par 21 athlètes. 
La délégation suisse a récolté 2 médailles d'or. Elle a terminé au 8e rang du classement des médailles.

## Médailles
| Médaille                       | Nom          | Sport     | Compétition         |
| ------------------------------ | ------------ | --------- | ------------------- |
| Médaille d'or, Jeux olympiques | Yvonne Rüegg | Ski alpin | Slalom géant femmes |
| Médaille d'or, Jeux olympiques | Roger Staub  | Ski alpin | Slalom géant hommes |